# Gökhan Tiryaki
Gökhan Tiryaki (Istanbul, 1972) è un direttore della fotografia turco, frequente collaboratore del regista Nuri Bilge Ceylan.

## Biografia
Interessatosi alla fotografia d'adolescente grazie alla macchina fotografia di suo padre, dopo una laurea in economia e commercio trova lavoro presso la TRT, la TV di Stato turca. Dopo cinque anni comincia a lavorare come operatore steadicam. Parallelamente, si interessa sempre di più alla nascente fotografia digitale.
Nel 2006 il regista Nuri Bilge Ceylan lo sceglie come direttore della fotografia del suo quarto lungometraggio, Il piacere e l'amore: Ceylan, che aveva curato egli stesso la fotografia dei suoi film precedenti, si trovava stavolta nell'impossibilità di fare lo stesso a causa della sua scelta di passare davanti alla macchina da presa e recitare da protagonista nel film. Tiryaki è stato scelto per il compito in seguito a un incontro fortuito con il regista nel negozio di articoli fotografici digitali dove lavorava all'epoca. Quest'ultimo, che nei propri film aveva sempre privilegiato i long take e lavorato con budget esigui, cercava infatti la videocamera adatta con cui girare il suo primo film in digitale, ritenendo che avesse ormai raggiunto il livello qualitativo della pellicola.
Il film segna l'inizio sia della carriera di Tiryaki come direttore della fotografia che di un sodalizio che lo porterà a diventare uno dei più rinomati del cinema turco negli anni seguenti. Cura infatti la fotografia di tutti i film successivi di Ceylan a partire da Le tre scimmie (2008), in cui, secondo Variety, «contrasta paesaggi urbani plumbei e grigiastri con tonalità verdi e oro, oscillando tra distanti vedute grandangolari dei personaggi e inquadrature ravvicinate che accentuano ogni dettaglio». Particolarmente apprezzato è stato anche l'uso fatto dell'effetto notte in alcune scene di C'era una volta in Anatolia (2011) e Il regno d'inverno - Winter Sleep (2014), che gli è valso nel primo caso una candidatura agli European Film Awards. L'ultimo film in cui collabora con Ceylan sarà L'albero dei frutti selvatici nel 2018.
È sposato dal 2020 con l'attrice televisiva Begüm Bağca.

## Filmografia parziale

### Direttore della fotografia
- Il piacere e l'amore (İklimler), regia di Nuri Bilge Ceylan (2006)
- Le tre scimmie (Üç maymun), regia di Nuri Bilge Ceylan (2008)
- C'era una volta in Anatolia (Bir zamanlar Anadolu'da), regia di Nuri Bilge Ceylan (2011)
- Il regno d'inverno - Winter Sleep (Kış uykusu), regia di Nuri Bilge Ceylan (2014)
- Ali and Nino, regia di Asif Kapadia (2016)
- İşe yarar bir sey, regia di Pelin Esmer (2017)
- L'albero dei frutti selvatici (Ahlat ağacı), regia di Nuri Bilge Ceylan (2018)
- Ultima chiamata per Istanbul (İstanbul için son çağrı), regia di Gönenç Uyanık (2023)

### Regista
- The Protector (Hakan: Muhafız) – serie TV, 4 episodi (2019-2020)
- The Gift (Atiye) – serie TV, 4 episodi (2020-2021)

## Riconoscimenti
- European Film Awards[6]
  - 2012 – Candidatura alla miglior fotografia per C'era una volta in Anatolia